# Ex ospedale di San Rocco
L'ex ospedale di San Rocco è un edificio di Matera, situato in piazza San Giovanni.
Venne costruito dall'Universitas di Matera nel 1348 dopo una pestilenza che colpì la città. Nel 1604 venne ceduto ai francescani riformati e trasformato in convento. Un nuovo ospedale venne costruito quindi a fianco della chiesa di Santa Maria La Nova (oggi chiesa di San Giovanni Battista) a partire dal 1610, e affidato ai Padri Ospedalieri di San Giovanni di Dio nel 1726. Dopo una serie di ampliamenti e modifiche, l'edificio viene adibito a carcere nel 1825, a rifugio antiaereo nel 1942 e a spazio culturale in tempi odierni.
Al suo interno è presente la chiesetta del Cristo Flagellato, costruita nel 1615 e in origine di appartenenza della Congregazione degli Artisti di Matera (per questo era nota anche come "chiesa degli artisti"). La chiesa è costituita da una sola navata, della quale è stata recuperata solo una parte dei suoi affreschi grazie a opere di restauro. Ricostruita nel 1708, oggi viene utilizzata come sala per conferenze.